# Don Victoriano
Don Victoriano is een gemeente in de Filipijnse provincie Misamis Occidental op het eiland Mindanao. Bij de laatste census in 2007 had de gemeente ruim 10 duizend inwoners.

## Geografie

### Bestuurlijke indeling
Don Victoriano is onderverdeeld in de volgende 11 barangays:
| - Bagong Clarin - Gandawan - Lake Duminagat - Lalud - Lampasan - Liboron | - Maramara - Napangan - Nueva Vista (Masawan) - Petianan - Tuno |

## Demografie
Don Victoriano had bij de census van 2007 een inwoneraantal van 10.157 mensen. Dit zijn 838 mensen (9,0%) meer dan bij de vorige census van 2000. De gemiddelde jaarlijkse groei komt daarmee uit op 1,19%, hetgeen lager is dan het landelijk jaarlijks gemiddelde over deze periode (2,04%). Vergeleken met de census van 1995 is het aantal mensen met 3.279 (47,7%) toegenomen.

De bevolkingsdichtheid van Don Victoriano was ten tijde van de laatste census, met 10.157 inwoners op 284,6 km², 35,7 mensen per km².